# Торонто (Канзас)
Торонто (енгл. Toronto) град је у америчкој савезној држави Канзас.

## Демографија
По попису из 2010. године број становника је 281, што је 31 (-9,9%) становника мање него 2000. године.
| Група             | 2000.       | 2010.       |
| Белци             | 304 (97,4%) | 267 (95,0%) |
| Афроамериканци    | 0 (0,0%)    | 0 (0,0%)    |
| Азијати           | 0 (0,0%)    | 0 (0,0%)    |
| Хиспаноамериканци | 2 (0,6%)    | 7 (2,5%)    |
| Укупно            | 312         | 281         |